# Greg Aker
Greg Aker (...) è un ex giocatore di football americano statunitense, che ha giocato come wide receiver.
Dopo aver giocato per la squadra universitaria statunitense dei Minnesota Duluth Bulldogs non ha proseguito la carriera nel football giocato, ad eccezione della partecipazione al mondiale 2007 con la nazionale che ha vinto il titolo.

## Palmarès
- 1 Mondiale (2007)